# Vale rotszwaluw
De vale rotszwaluw (Ptyonoprogne obsoleta) is een zangvogel uit de familie van de zwaluwen (Hirundinidae). Deze soort werd eerder samen met de Kaapse rotszwaluw (P. fuligula) wel als één soort beschouwd.

## Kenmerken
De vogel is 12 tot 13 centimeter lang. De verschillen met de gewone rotszwaluw en de Kaapse rotszwaluw zijn gering. Deze soort is meestal iets kleiner en valer van kleur. Op de borst heeft deze zwaluw geen duidelijke band, maar een geleidelijk lichter wordende grijsbruine vlek. De onderstaartdekveren zijn uitgesproken wit (vuilwit bij gewone rotszwaluw), de vogel is grijsbruin (i.p.v. bruin) van boven en heeft een iets minder diep gevorkte staart.

## Verspreiding en leefgebied
Deze soort komt voor van westelijk Afrika tot Pakistan en telt zeven ondersoorten:
- P. o. spatzi: zuidelijk Algerije, zuidwestelijk Libië en noordelijk Tsjaad.
- P. o. presaharica: zuidelijk Marokko, noordelijk Mauritanië en het noordelijke deel van Centraal-Algerije.
- P. o. buchanani: Niger.
- P. o. obsoleta: van Egypte tot Turkije en Iran.
- P. o. arabica: van noordelijk Tsjaad tot noordelijk Soedan, zuidwestelijk Arabië, noordelijk Somalië en Socotra.
- P. o. perpallida: noordoostelijk Saoedi-Arabië en zuidelijk Irak.
- P. o. pallida: oostelijk Iran, zuidelijk Afghanistan en Pakistan.

Het is oorspronkelijk een vogel van droge berggebieden met steile rotswanden en kloven tot op 3000 m boven de zeespiegel. De soort komt echter ook in steden voor in droge woestijnachtige gebieden. Buiten de broedtijd ook in vochtig terrein zoals bij plassen en moerassen.

## Status
De grootte van de wereldpopulatie is niet gekwantificeerd. Men veronderstelt dat de soort in aantal stabiel is. Om deze redenen staat de vale rotszwaluw (samen met de Kaapse rotszwaluw) als niet bedreigd op de Rode Lijst van de IUCN.